# Rod Wave
Rod Wave, de son vrai nom Rodarius Marcell Green, né le 27 août 1998 à St. Petersburg en Floride, est un rappeur et chanteur américain. 

## Biographie

### Jeunesse
Rodarius Marcell Green, dit Rod Wave, naît le 27 août 1998 à St. Petersburg, dans le comté floridien de Pinellas, et grandit dans le quartier de Cromwell Heights situé dans cette même ville. Sa mère, Charmaine, travaille pour la compagnie du cable, tandis que son père est condamné à six ans de prison, notamment pour subornation de témoin, en 2009. Son demi-frère, plus âgé, l'initie à l'écriture et au chant. 
En 2014, Green est arrêté pour des faits de cambriolage et pour avoir tiré au .357 Magnum dans le pied d'un autre adolescent. En l'attente d'un jugement, il est placé plusieurs mois en semi-liberté, un bracelet électronique à la cheville, jusqu'à l'abandon des poursuites. 
En janvier 2017, il est arrêté pour avoir apporté une arme à air comprimé à l'école. La même année, il sort diplômé du lycée Lakewood de St. Petersburg (en). 
Après l'obtention de son diplôme, il travaille à Krispy Kreme. 

### Carrière
Le rappeur publie son premier projet, intitulé Hunger Games Vol.1, sur la plateforme SoundCloud en décembre 2016. Il s'ensuit la mixtape Rookie of the Year en 2017, puis Hunger Games 2 en mai 2018 et Hunger Games 3 en novembre 2018. 
En mai 2019, Rod Wave sort le single Heart on Ice ; lequel rencontre un succès à retardement et, après être devenu virale sur les plateformes TikTok et YouTube, se hisse jusqu'à la 25e place du Billboard Hot 100 en avril 2020.
Le 1er novembre 2019, l'artiste de St. Petersburg publie son premier album studio : Ghetto Gospel. 
Le 3 avril 2020, il sort son deuxième album studio intitulé Pray 4 Love. L'album se classe à la 2e place du Billboard 200 avec 72 000 exemplaires vendus lors de sa première semaine d'exploitation. La même année, il est nommé dans la XXL Freshman Class 2020.
Le 26 mars 2021, Rod Wave publie SoulFly, son troisième album studio ; lequel atteint directement la 1re place du Billboard 200 avec 130 000 exemplaires écoulés.
Lors de l'édition 2021 des Billboard Music Awards, il est nommé pour le Prix du Meilleur nouvel artiste.

## Discographie

### Albums studio
- 2019 : Ghetto Gospel
- 2020 : Pray 4 Love
- 2021 : SoulFly
- 2023 : Nostalgia

### Mixtapes
- 2016 : Hunger Games Vol.1
- 2017 : Rookie of the Year
- 2018 : Hunger Games 2
- 2018 : Hunger Games 3
- 2019 : PTSD
- 2022 : Beautiful Mind

### Singles
- 2018 : Praying Grandmothers
- 2018 : Heart 4 Sale
- 2018 : Yessir
- 2018 : Feel the Same Way (featuring Moneybagg Yo)
- 2019 : Popular Loner
- 2019 : Hard Times
- 2019 : Heart on Ice
- 2019 : Calabasas (featuring E-40)
- 2019 : Paint the Sky Red
- 2019 : Fly
- 2019 : Cuban Links (featuring Kevin Gates)
- 2019 : Close Enough to Hurt
- 2019 : Dark Clouds
- 2019 : Misunderstood
- 2020 : Thug Motivation
- 2020 : Thief in the Night
- 2020 : Pray 4 Love
- 2020 : The Greatest
- 2020 : Rags2Riches

(featuring Lil Baby & ATR Son Son)
- 2020 : The Last Sad Song
- 2020 : And I Still
- 2020 : Through the Wire
- 2020 : Freestyle
- 2020 : Shooting Star
- 2020 : All Week
- 2021 : Street Runner
- 2021 : Tombstone
- 2021 : Richer (featuring Polo G)
- 2021 : Forever Set in Stone
- 2021 : Time Heals
- 2021 : Get Ready (featuring Kodak Black)
- 2021 : By Your Side
- 2022 : Cold December